# Hemminger Maschgraben
Der Hemminger Maschgraben ist ein etwa 4 Kilometer langer, orographisch rechter beziehungsweise südlicher Zufluss der Ihme im Gebiet der Städte Hemmingen und Hannover in der Region Hannover in Niedersachsen (Deutschland).

## Geographie
Der Hemminger Maschgraben entsteht nördlich des Hemminger Stadtteil Arnum im Südwesten des Naturschutzgebiets Sundern. Er fließt westlich des Sundern nach Norden und nimmt Bäche auf, die dieses entwässern. Der Hemminger Maschgraben durchquert den Osten des Stadtteils Hemmingen-Westerfeld und fließt zwischen den Feld- und Wiesenflächen zur Stadtgrenze mit Hannover. Hier verläuft er dann von Gehölzen gesäumt westlich des Strandbadsees und fließt durch die Teufelskuhle. Er unterquert den Südschnellweg und mündet kurz darauf südöstlich des hannoverschen Stadtteils Ricklingen in die Ihme.

## Umwelt
Der Oberlauf des Hemminger Maschgrabens markiert die Südwestgrenze des Naturschutzgebiets Sundern. Die an dieses angrenzenden Bereiche und ein Abschnitt vor der Stadtgrenze zu Hannover liegen im Landschaftsschutzgebiet LSG-H 21 – Obere Leine. Der Abschnitt auf hannoverschem Gebiet liegt im LSG-HS 4 – Obere Leine.

## Belege
1. ↑  
Topographische Karte des Beginns des Hemminger Maschgraben, auf umweltkarten-niedersachsen.de
2. ↑  
Topographische Karte der Mündung des Hemminger Maschgraben, auf umweltkarten-niedersachsen.de
3. 1 2  
Gebiet 3-4-3: Hemminger Maschgraben, Senniebach, Bruchgraben. Kartenwerk (pdf; 1,48 MB). UHV52 Gewässer- und Landschaftspflegeverband Mittlere Leine, archiviert vom Original (nicht mehr online verfügbar) am 9. Januar 2016; abgerufen am 7. Januar 2016.
4. ↑  
Themenkarte Landschaftsschutzgebiet, auf umweltkarten-niedersachsen.de
5. ↑  
LSG-H 21 – Obere Leine – Leseabschrift. Fundstelle: Gemeinsames Amtsblatt für die Region Hannover und die Landeshauptstadt Hannover Nr. 47 vom 23.11.2006, S. 414 (pdf; 67 kB). hannover.de, abgerufen am 7. Januar 2016.
6. ↑  
LSG H-S 04 – Obere Leine. Fundstelle: Gemeinsames Amtsblatt für die Region Hannover und die Landeshauptstadt Hannover Sonderausgabe 2006 vom 28.02.2006, S. 48 (pdf; 46 kB). www.hannover.de, abgerufen am 7. Januar 2016.